# Kvällspressen
Kvällspressen var en svensk TV-serie i sex avsnitt som sändes med start 30 mars 1992 med manus av Jan Guillou och Leif G.W. Persson. Serien handlade om den fiktiva kvällstidningen Kvällspressen och journalisterna som arbetade på dess redaktion i Stockholm.
För regin stod Mats Arehn (tre avsnitt), Mikael Hylin (två avsnitt) och Daniel Alfredson (ett avsnitt).

## Avsnitt
1. Spelskandalen
2. Carolamannen
3. Linamorden Del 1(2)
4. Linamorden Del 2(2)
5. Att träda fram
6. Falska bevis

## Skådespelare i urval
| - Gert Fylking - Per L Wennström, reporter (6 avsnitt) - Irma Schultz - Petra Hernberg, reporter (6 avsnitt) - Ingvar Hirdwall - Sockander, chefredaktör (6 avsnitt) - Sten Johan Hedman - Johnson, redaktionschef (6 avsnitt) - Thomas Roos - Berg, nattchef (5 avsnitt) - Eva Dahlman - Sandberg, bitr. nattchef (5 avsnitt) - Lars Dejert - 'Hulken' Hultén, rättsreporter (5 avsnitt) - Carina Jingrot - Nina Petrén, fotograf (5 avsnitt) - Gun Fors - Wennströms mor (5 avsnitt) - Johan Paulsen - Henning Berger, reporter (4 avsnitt) - Anders Ahlbom - Olsson, dagchef (4 avsnitt) - Suzanne Ernrup - Adelson, rättsreporter (4 avsnitt) - Yvonne Schaloske - Berit Rugner, kulturchef (3 avsnitt) - Peter Haber - Carl Hamilton (3 avsnitt) - Gösta Bredefeldt - 'Kurd-Affe' (3 avsnitt) - Hans O. Sjöberg - Kvällspressens jurist (3 avsnitt) - Claes Malmberg - 'Stuket' Widell, sportreporter (2 avsnitt) - Hans Alfredson - Sven Hager, kulturskribent (2 avsnitt) - William T. Bell Jr. - Foto-Axel (2 avsnitt) - Lena Nyman - Anna Lena Fekelius (2 avsnitt) - Karin Sjöberg - Lena Partanin (2 avsnitt) - Leif Andrée - Patrik Partanin (2 avsnitt) - Leif Forstenberg - Melander, kommissarie (2 avsnitt) | - Christer Söderlund - Åström, polis (2 avsnitt) - Anita Heikkilä - Gehlin, polis (2 avsnitt) - Charlie Elvegård - Friberg, polis (2 avsnitt) - Håkan Knutas - Kock, polis (2 avsnitt) - Sture Hovstadius - Kriminaltekniker (2 avsnitt) - Steve Jansson - Åklagaren (2 avsnitt) - Tore Persson - ABAB-vakt (2 avsnitt) - Barbro Oborg - Sjuksköterskan (2 avsnitt) - Ivan Öhlin - Görem "Carolamannen" (1 avsnitt) - Björn Bjelfvenstam - Utrikesredaktör (1 avsnitt) - Maria Grip - Eva-Britt Jönsson (1 avsnitt) - Pia Green - Socialministern (1 avsnitt) - Silvija Bardh - Socialministerns sekreterare (1 avsnitt) - Lars Haldenberg - Jönsson, sportchef (1 avsnitt) - Tuncel Kurtiz - Abdel (1 avsnitt) - Peter Palmér - Fristedt, SÄPO-kommissarie (1 avsnitt) - Sten Elfström - Appeltoft, SÄPO-kommissarie (1 avsnitt) - Hans Johansson - Järbladh, åklagare (1 avsnitt) - Tommy Körberg - Kändisen (1 avsnitt) - Örjan Ramberg - 'Professorn' (1 avsnitt) - Paula Brandt - Domare 1 (1 avsnitt) - Johan Lindell - Stig Branner (1 avsnitt) - Lakke Magnusson - 'Tårtan' (1 avsnitt) - Lars Engström - Nils G Bengtsson, advokat (1 avsnitt) |